# Rodolfo Walsh

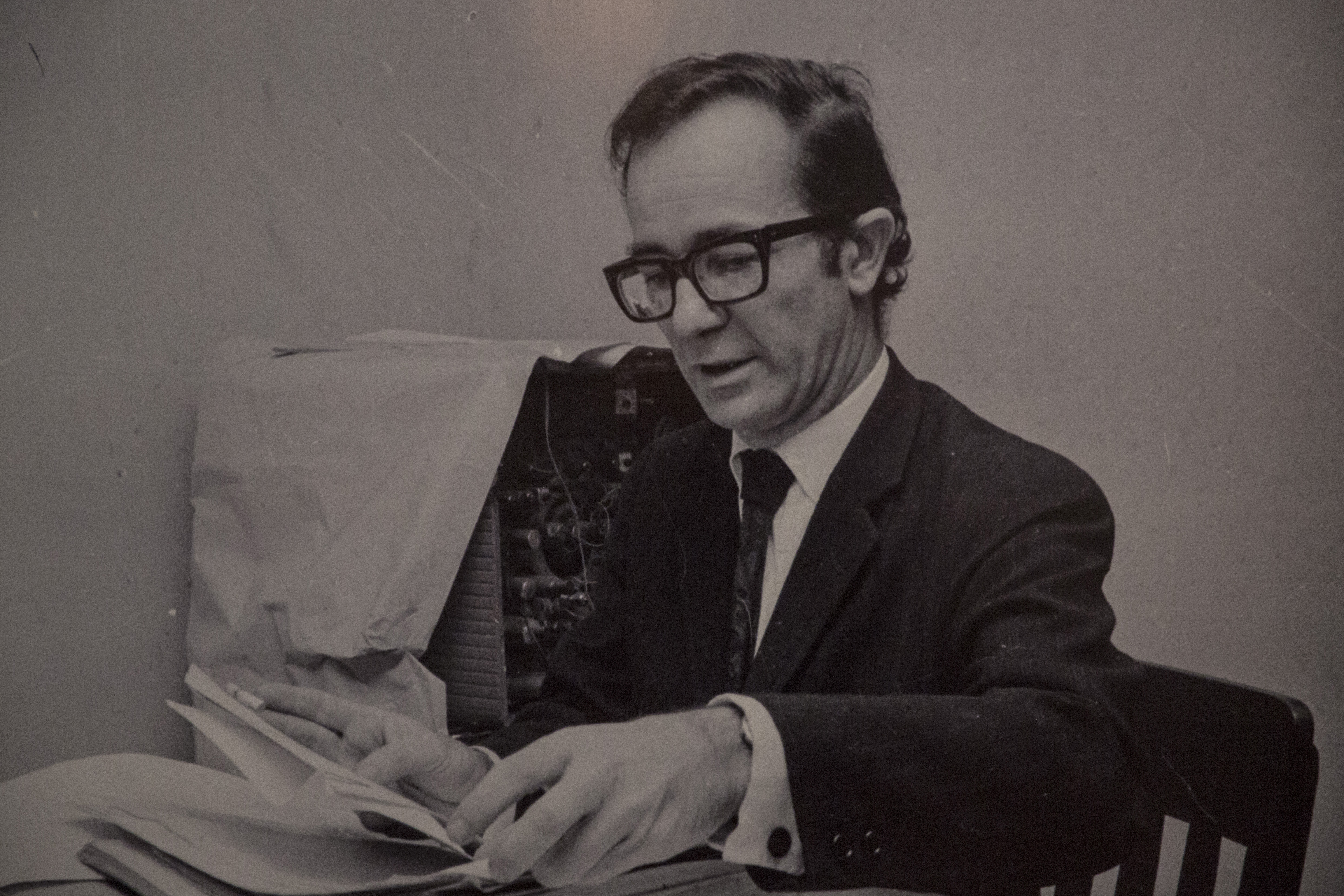
Rodolfo Walsh

Rodolfo Walsh (ur. 9 stycznia 1927, zm. 25 marca 1977) – pisarz i dziennikarz uważany za ojca dziennikarstwa śledczego w Argentynie. W latach 1960–73 służył reżimowi Castro na Kubie, członek terrorystycznej organizacji Montoneros.

## Dzieła
- Diez cuentos policiales (1953)
- Variaciones en rojo (1953)
- Antología del cuento extraño (1956)
- Operación Masacre (1957)
- La granada (1965, teatr)
- La batalla (1965, teatr)
- Los oficios terrestres (1965)
- Un kilo de oro (1967)
- ¿Quién mató a Rosendo? (1969)
- Un oscuro día de justicia (1973)
- El caso Satanovsky (1973)
- Los oficios terrestres (1986)
- Cuento para tahúres y otros relatos policiales (1987)
- Ese hombre y otros papeles personales (1995)